# 사칙 양씨
사칙 양씨(司則 楊氏, 생몰년 미상)는 조선 문종의 후궁이다.

## 생애
궁녀 출신이며, 자세한 가계나 본관, 생몰년 등은 전하지 않는다. 다만 《청룡사사지》에 의하면 양씨는 문종과 동갑이며, 신분은 미천하였다고 한다. 13세 때 궁인으로 들어왔는데, 자색이 아름다웠다고 한다. 당시 세자빈(순빈 봉씨)은  부덕하여 세자(문종)와 사이가 좋지 않았는데, 그런 와중에 양씨가 세자의 눈에 들어 딸(경숙옹주)을 낳았다고 한다. 이에 봉씨는 자신은 세자의 사랑도 받지 못 하고 아이도 낳지 못 하는데 양씨가 아이를 낳자, 질투심에 양씨를 죽이려다가 도리어 폐출당했다고 한다.
한편 조선의 모든 후궁 중 사칙이라는 호칭을 받은 것은 양씨가 유일하다. 사칙은 왕세자궁에 딸린 내명부의 벼슬 중 하나이며, 1405년{태종 5년)에 설치되었다. 예의와 알현에 관한 일을 담당하며, 품계는 종6품이다. 《경국대전》 제정 후 수칙(守則)으로 호칭이 바뀌었다.
실록에 의하면 양씨는 적어도 세종이 승하하는 1450년(세종 32년) 이전에 이미 문종의 후궁이 되어 경숙옹주를 낳았던 것으로 보이며, 이후 양씨의 생애에 대해서는 자세한 기록이 남아있지 않아 알 수 없다. 양씨는 경숙옹주 외에도 딸을 하나 더 낳았던 듯 하나, 그 딸은 1451년(문종 1년) 2세를 일기로 죽었다. 한편 경숙옹주는 1454년(단종 2년) 음력 4월 강자순과 혼인하였다.

## 가족 관계
- 남편 : 제5대 문종(文宗, 1414~1452, 재위:1450~1452)
  - 장녀 : 경숙옹주(敬淑翁主, 생몰년 미상)
  - 차녀 : 왕녀(1450~1451)

|  |  |  |  |        |        |        |        |        |        | 문종 | 문종 | 문종     | 문종     | 문종     | 문종     |          |          |  |  |      |      | 사칙 양씨 | 사칙 양씨 | 사칙 양씨 | 사칙 양씨 | 사칙 양씨 | 사칙 양씨 |  |  |  |  |
|  |  |  |  |        |        |        |        |        |        | 문종 | 문종 | 문종     | 문종     | 문종     | 문종     |          |          |  |  |      |      | 사칙 양씨 | 사칙 양씨 | 사칙 양씨 | 사칙 양씨 | 사칙 양씨 | 사칙 양씨 |  |  |  |  |
|  |  |  |  |        |        |        |        |        |        |      |      |          |          |          |          |          |          |  |  |      |      |           |           |           |           |           |           |  |  |  |  |
|  |  |  |  |        |        |        |        |        |        |      |      |          |          |          |          |          |          |  |  |      |      |           |           |           |           |           |           |  |  |  |  |
|  |  |  |  |        |        |        |        |        |        |      |      |          |          |          |          |          |          |  |  |      |      |           |           |           |           |           |           |  |  |  |  |
|  |  |  |  | 강자순 | 강자순 | 강자순 | 강자순 | 강자순 | 강자순 |      |      | 경숙옹주 | 경숙옹주 | 경숙옹주 | 경숙옹주 | 경숙옹주 | 경숙옹주 |  |  | 왕녀 | 왕녀 | 왕녀      | 왕녀      | 왕녀      | 왕녀      |           |           |  |  |  |  |
|  |  |  |  | 강자순 | 강자순 | 강자순 | 강자순 | 강자순 | 강자순 |      |      | 경숙옹주 | 경숙옹주 | 경숙옹주 | 경숙옹주 | 경숙옹주 | 경숙옹주 |  |  | 왕녀 | 왕녀 | 왕녀      | 왕녀      | 왕녀      | 왕녀      |           |           |  |  |  |  |